# Apalá

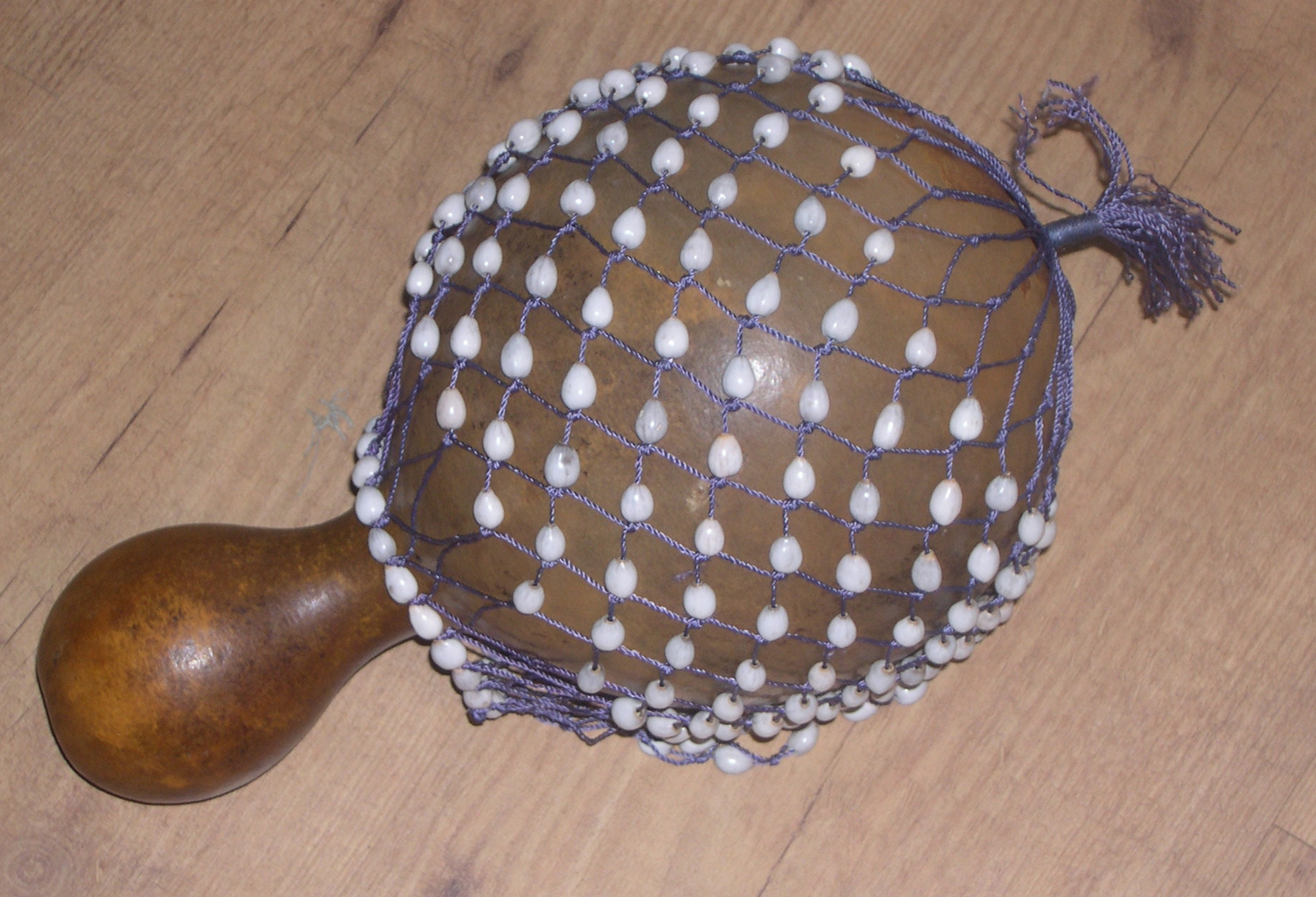
O xequerê é um dos instrumentos mais importantes da música apala junto com o omele, o agidibô e o agogô

Apalá (akpala) é um gênero musical originalmente derivado dos iorubás da Nigéria. É um estilo básico de percussão que foi desenvolvido por volta dos anos 1930, quando foi usado para despertar adoradores após o jejum sagrado Islâmico durante o mês do Ramadã.
Os ritmos de apala ficaram mais complexos ao longo do tempo, influenciados pela música cubana e eventualmente se tornou bastante popular na Nigéria.
Instrumentos incluem um chocalho (Xequerê), um piano de polegar (agidibô) e uma sineta (agogô), bem como dois ou três tambores falantes (omelê). Haruna Ishola é sem dúvida o mais conhecido executante de apala nigeriano na história. Ele desempenhou um papel essencial na popularização do gênero, e de incorporá-lo na música Fuji.
Embora a música Fuji continue a ser a mais importante forma de música tradicional entre os iorubás na Nigéria, apala ainda é muito popular entre os iorubás muçulmanos. Menção especial deve ser dada ao filho de Haruna Ishola, Musiliu Haruna Ishola, que é muitas vezes creditado com a revitalização do gênero apala e lança-rubrica o ressurgimento apala da década de 2000.
Em 2004 com o seu álbum (intitulado Soyoyo), Musiliu tenha conseguido levar a música para um mais amplo apala, audiências mais jovens, assim dando vida nova ao gênero e mantendo a tradição (e a herança do pai) vivos. Ele é creditado com creditado com a revitalização de um gênero que estava se tornando rapidamente a preservação dos muçulmanos mais velhos dos iorubás. O sucesso de seu álbum Soyoyo significava que uma mais jovem geração iorubá (muitas vezes cristãos ou animistas) já demonstrava  um interesse renovado em música apala. Suas canções podem muitas vezes ser ouvidas em todas as estações de rádio populares da Iorubalândia.